# Giovanna Gagliardo
Pour les articles homonymes, voir Gagliardo.
Giovanna Gagliardo, née le 12 décembre 1943 à Monticello d'Alba, est une journaliste, réalisatrice et scénariste italienne.

## Filmographie partielle

### Comme réalisatrice
- 1983 : La Rue des miroirs (Via degli specchi)
- 1991 : Caldo soffocante

### Comme scénariste
- 1976 : Vices privés, vertus publiques